# En dans med drager
En dans med drager (eng: A Dance with Dragons) er den femte bog i A Song of Ice and Fire, en serie af fantasyromaner af den amerikanske forfatter George R. R. Martin.
Den følger begivenheder som foregår i Norden, Muren og Essos, mens forgængeren, Kragernes rige fokuserede på den sydlige del af Westeros, men indholdet af de to bøger foregår samtidig. Bogen har over 1000 sider og næsten 415.000 ord. I nogle lande blev paperbackversionen udgivet som to bøger med titlerne Dreams and Dust og After the Feast.
I USA udkom bogen den 12. juli 2011 i USA; og få uger senere toppede den både Publishers Weekly og USA Todays bestseller liste. Bogen er blevet filmatiseret til femte sæson af Game of Thrones, selvom nogle af elementerne fra bogen er brugt i tredje sæson, fjerde sæson og sjette sæson af serien. Det er den eneste bog i serien, der er blevet udgivet mens HBO's tv-serien blev sendt.